# Menneskevaner - byggevaner
|  | Denne artikel er oprettet af botten Steenthbot ud fra en ekstern database. Den kan derfor have sproglige fejl eller mangler. Denne skabelon kan fjernes efter kontrol af indholdet. |

Menneskevaner - byggevaner er en dansk dokumentarfilm fra 1976 instrueret af Leif Larsen efter eget manuskript.

## Handling
En film om arkitektur, fra midten af 70'erne, som ramme for tilværelse og som udtryk for vaner. En streng arkitektonisk billedside sammenstilles med en journalistisk levende lydside, der befolker de tomme miljøer med mennesker, som fortæller om deres hverdag og deres holdning til det "at komme hinanden ved". På egne præmisser fortæller f.eks. en beboer fra Dragør om dette (landsby)samfunds måde at komme hinanden ved på, og fra en københavnsk omegnskommune kommenterer en repræsentant for et socialt boligselskab det industrialiserede betonbyggeri. Tre kvinder fra forskellige miljøer fortæller om deres hverdag og forhold til andre mennesker i parcelhuset, i karréen og i kollektivet. Filmen konkluderer ikke, hvordan vi skal bo, men lægger en række muligheder ud til debat, kommenteret af fagfolk og brugere.